# حافلة إسعاف

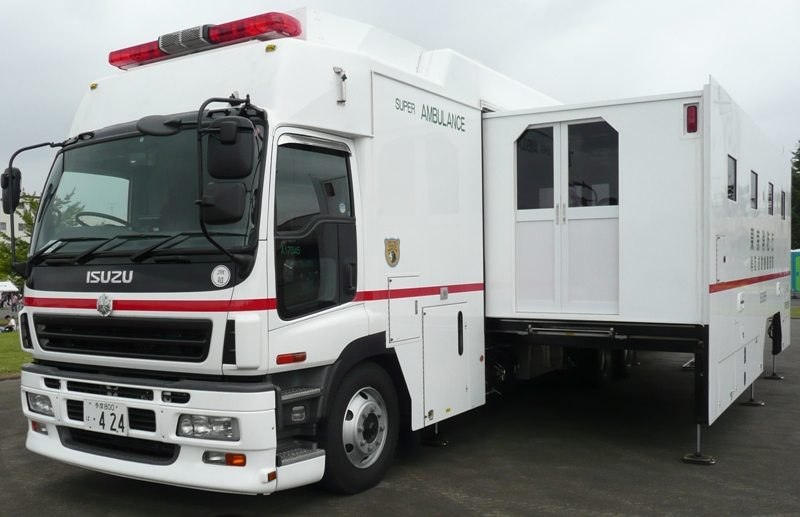
حافلة إسعاف يابانية من إدارة إطفاء طوكيو

حافلة الإسعاف أو حافلة الإسعاف الطبي هي نوع من أنواع سيارات الإسعاف المستخدمة لنقل وعلاج العديد من المرضى الذين يحتاجون إلى رعاية على مستوى الإسعاف. تم استخدام حافلات الإسعاف لعدد من الأغراض المختلفة، ومنها الاستجابة لحوادث الإصابات الجماعية، والاستجابة للكوارث، وتقديم خدمات الفرز في الموقع، والقدرة الإضافية، واختبار الاستعداد للمستشفى ، إعادة تأهيل رجال الإطفاء، والإخلاء في المستشفى، وإجلاء المنزل (دار التمريض)، أو أخذ المرضى في رحلات روتينية (مثل الإجازات) للمرضى الذين يعتمدون على الرعاية أو المرضى الذين يستخدمون كراسي المقعدين، أو للتعامل مع مشاكل محددة مثل المرضى الذين ثملوا في مراكز المدن. يمكن أيضًا استخدام حافلات الإسعاف لمنع الأزمات الصحية من خلال توفير الرعاية المتنقلة أثناء الماراثون / الأحداث أو توفير فترة راحة من الحرارة ومنع استنفاد الحرارة في الأيام الحارة.

## استخدام عطلة المريض
تقوم بعض الجمعيات الخيرية بتشغيل حافلات الإسعاف في دور نقل المرضى على وجه التحديد للسماح للمرضى المقيدين بالحرارة بأخذ الرحلات أو الإجازات بعيدًا عن المستشفى، بينما لا يزالون قادرين على الاستفادة من خدمة الرعاية الكاملة من مرافقي الرعاية الصحية الخاصة بهم.

## الحافلات وحافلات العزل
يتم تكييف بعض حافلات الإصابات الجماعية خصيصًا لحوادث الدفاع الكيميائي والبيولوجي والإشعاعي والنووي (CBRN)، ويمكن استخدامها للحجر الصحي أو عزل المرضى الملوثين. قد تحتوي هذه المركبات على ميزات إضافية مثل الحاجز المختوم لفصل مقصورة السائق عن مقصورة المريض. يمكن أيضًا دمج الوظائف المكافئة لحافلات الإسعاف في مركبات أخرى مثل الشاحنات أو القطارات أو مركبات النقل الجماعي الكبيرة الأخرى. حافلات الإخلاء الجماعي هذه مناسبة تمامًا للحجر الصحي والاحتواء.